# 패트리시아 엘리어트
퍼트리샤 엘리엇(Patricia Elliott, 1942년 7월 21일 ~ 2015년 12월 20일)은 미국의 배우이다.

## 출연 작품
- 베토벤스 빅 브레이크 (2008년) - 작은 개를 데리고 있는 여성 역
- 101 웨이즈 (2000년)
- 맨 인 화이트 (1998, National Lampoon's Men in White)
- 리치 리치 2 (1998년)
- 크리미널 허트 (1995년)
- 탐정 스펜서 (1985년)
- 내츄럴 에너미스 (1979년)
- 감마 3호 우주대작전 (1968년)

### 텔레비전
- 원 라이프 투 리브 (1988)